# Xavier Piñol i Garcia
Xavier Piñol i Garcia (Premià de Mar, Maresme, 29 d'agost de 1978) és intèrpret de tible a la Cobla Marinada, compositor de sardanes i divulgador musical català.
Va iniciar-se en el món de la cobla a través del seu pare, Gaietà Piñol, que era representant de la Cobla Premià. Va començar a tocar el fiscorn i el trombó a una escola de cobla local i després va començar a tocar el tible, i al cap d'un any ja va començar a tocar en una cobla. Més endavant va estudiar saxòfon amb Adolf Ventas i estudis mitjans d'oboè amb Philippe Vallet. Va cursar estudis superior a l'Escola Superior de Música de Catalunya amb Dolors Chiralt.
El 2000 va entrar a formar part de la Cobla Marinada. Des de llavors és membre d'aquesta formació, a banda de ser professor d'educació secundària a l'Escola Pia Santa Anna de Mataró. El 2017 va crear, amb la Cobla Marinada i Marc Timón, el disc Mirant al meu voltant: tible i sardanes, que pretenia ser un homenatge a aquest instrument. Altrament, ha creat també l'entitat La cobla volta món (2009) i espectacles com La música de Nino Rota (2011) i Bou revisited, la música de Vicenç Bou (2012).

## Obres
És autor de les següents composicions:
- Tret d'enginy (2002)
- Sardanes al cava (2003)
- Somni de plaça (2005)
- Aniversajant (2006)
- El seient de l'ànima (2009)
- Gresca pirata (2009)
- Al teu record, Santi (2010)
- Colla Francesc Rubio (2012)
- Jana, la tercera Gràcia (2012)
- Unint mans, sempre! (2014)
- Batuc de roure (2016)
- Castellar sardanista (2016)
- Ítram (2017)
- La juguesca del diable i la velleta (2017)
- Sardana dels pares (2018)
- Repuntejant, colla d'or (2018)
- Muntanyes de fusta (2019)
- Badalona, aplec de platí (2019)
- Punt de trobada (2019)
- Com una nina (2021)
- T'estimem, Mercè (2022)